# Spider Lilies
Pour plus de détails, voir Fiche technique et Distribution.
Spider Lilies (刺青, Cì Qīng) est un film taïwanais réalisé par Zero Chou, sorti le 30 mars 2007.

## Synopsis
Jade arrondit ses fins de mois sur Internet, en conversant ou en proposant des shows sensuels sur un site adulte payant. Les connexions sont peu nombreuses et insatisfaisantes pour sa patronne pour autant la jeune fille possède un public fidèle. Elle décide de se faire un tatouage.
Elle se rend dans une boutique tenue par Takeko, une femme qui a acquis une grande maîtrise du tatouage et dont la réputation n'est plus à faire. Mais celle-ci est en fait et surtout le premier amour de Jade. Cette relation ancienne est enfouie dans la mémoire de la tatoueuse, refoulée des suites d'un événement dramatique.

## Fiche technique
- Titre : Spider Lilies
- Titre original : 刺青 (Cì Qīng)
- Réalisation : Zero Chou
- Scénario : Singing Chen
- Production : Isaac Li
- Musique : Chien-yu Chang et Chien-hsun Huang
- Photographie : Hoho Liu
- Montage : Ju-kuan Hsiao
- Pays d'origine : Taïwan
- Format : Couleurs - 1,85:1 - Dolby Digital - 35 mm
- Genre : Drame, romance saphique
- Durée : 94 minutes (1 h 34)
- Dates de sortie : 30 mars 2007 à Taïwan

## Distribution
- Rainie Yang : Jade
- Isabella Leong : Takeko
- John Shen : Ching
- Jay Shih : Ah Dong
- Yi-han Chen
- Ping-han Hsieh